# Franz Zeller (Maler)

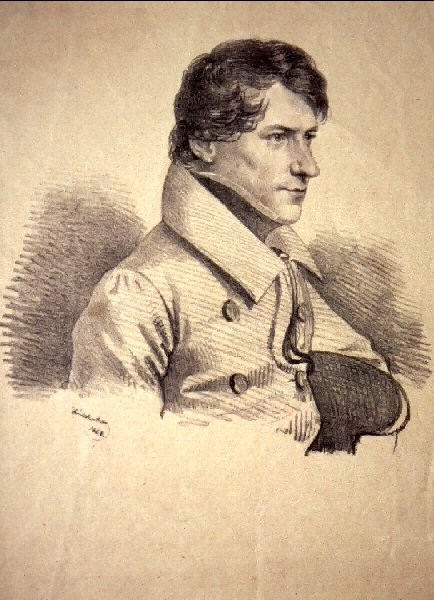
Franz Zeller von Zellenberg als Zögling des Theresianums. Lithographie von Josef Kriehuber, 1828

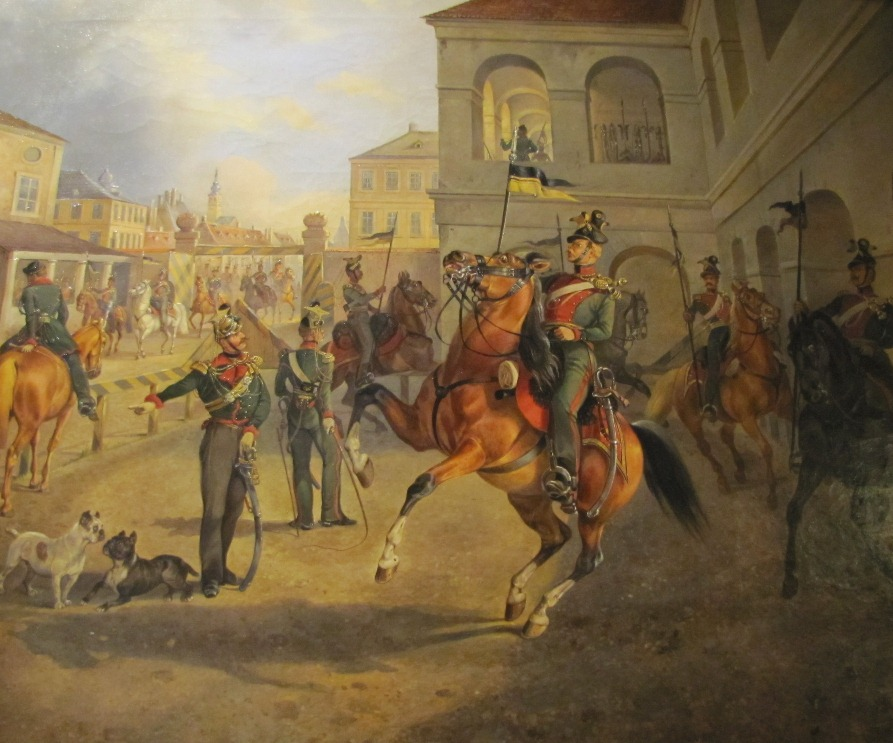
Die Reitschule des Ulanenregiments Nr. 1 in der Leopoldstädter Reiterkaserne, um 1845.

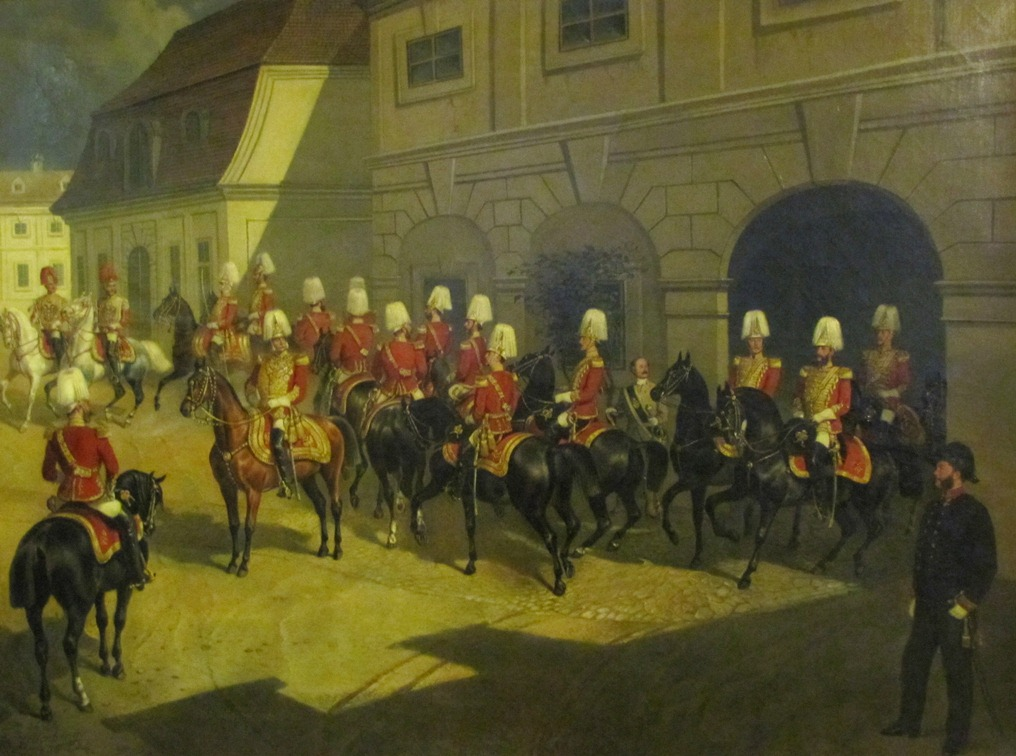
Einreiten der k.k. Ersten Arcièren-Leibgarde in die Gardekaserne am Rennweg nach einer Fronleichnamsprozession, 1868.

Franz Zeller Edler von Zellenberg (* 22. Juni 1805 in Wien; † 13. August 1876 ebenda) war ein österreichischer Militärmaler und Lithograf.

## Leben
Franz Zeller von Zellenberg war ein Sohn des kaiserlichen Rats und Leibchirurgen Simon Zeller, der 1802 als "Edler von Zellenberg" in den erblichen Adelsstand erhoben wurde. 
Franz Zeller von Zellenberg studierte Rechtswissenschaften und schlug eine Richterlaufbahn ein, von der er sich erst 1875, also ein Jahr vor seinem Tod, zurückzog. Sein Beruf ließ ihm jedoch genügend Zeit, sich sowohl in seiner Heimatstadt Wien als auch auf mehreren Amtsreisen mit der bildenden Kunst zu beschäftigen, die er von früher Jugend an autodidaktisch betrieb. Er malte neben Pferdedarstellungen vor allem das militärische Genre sowie Jagd- und Sportbilder. Gelegentlich malte er auch Landschaften. Er beherrschte die Techniken der Ölmalerei, Aquarelle und Gouachen und fertigte zahlreiche Vorlagen für Lithografien an. Zeller wandte eine glatte, sehr sorgfältige und alle Einzelheiten berücksichtigende Malweise an.
Zeller von Zellenberg konnte in den Jahren 1834 und 1863 seine Werke in der Wiener Akademie der bildenden Künste ausstellten und malte in den 1860er Jahren insgesamt 35 Pferdeporträts für die kaiserliche Familie. Seine Werke befinden sich in den Sammlungen namhafter Museen, u. a. in jenen des Wien Museums und des Heeresgeschichtlichen Museums.

## Werke (Auszug)
- Die Reitschule des Ulanenregiments Nr. 1 in der Leopoldstädter Reiterkaserne, um 1845, Öl auf Leinwand, ca. 47 × 57 cm, Heeresgeschichtliches Museum, Wien
- Einreiten der k.k. Ersten Arcieren-Leibgarde in die Gardekaserne am Rennweg nach einer Fronleichnamsprozession, 1868, Öl auf Leinwand, ca. 96 × 125 cm, Heeresgeschichtliches Museum, Wien.[2]